# アラッタ
アラッタは、シュメール神話に登場する土地およびそこでおこった文明。
エンメルカルとルガルバンダというウルクの神話上の2人の王の名が、シュメール王名表に記載されている。
アラッタはシュメール文学では次のように説明されている。
- 金、銀、ラピスラズリ、その他の貴重な材料、またそれらを作成する数多くの職人がいる、非常に栄えた場所 [1]。
- 遠く離れていて、行きづらい場所にある。
- アラッタからウルクに移ってきた、女神イナンナの故郷。
- ウルクのエンメルカルに征服された。

## ジーロフトの発見とアラッタ文明
2001年の洪水によってその存在が明らかとなったジーロフトからの出土品が、アラッタ文明に関連するものと指摘されている。